# Kosza (Káma)
A Kosza (oroszul: Коса, komi-permjak nyelven Кӧсва) folyó Oroszország európai részén, a Permi határterületen; a Káma jobb oldali mellékfolyója.

## Földrajz
Hossza: 267 km, vízgyűjtő területe: 10 300 km², évi közepes vízhozama (43 km-re a torkolattól): 40 m³/s.
A Felső-kámai-hátság északi részén, a Kirovi terület határa közelében ered. Erdős, mocsaras alföldön, az egykori Komi-Permjak autonóm körzet területén folyik előbb kelet, majd észak felé. Uszty-Kosza falunál dél felől ömlik a Kámába.
Október végén, novemberben befagy és áprilisban, május elején szabadul fel a jég alól. Nagyrészt hóolvadék táplálja. 

## Jelentősebb mellékfolyói
- Felső folyásán a jobb oldali Lopva (85 km)
- Bal oldali mellékfolyók a középső szakaszon az Onolva (51 km), az alsó szakaszon a Lolog (137 km).